# 鄰家女優
《鄰家女優》（英語：The Girl Next Door）是一部2004年美國浪漫喜劇片，由艾米里·荷許和伊麗莎·庫斯伯特分別擔任男女主角。

## 劇情
一位高中資優生馬修（艾米里·荷許飾）拿到喬治城大學的入學許可，但交不起昂貴的大學學費。後來他發現其住家隔壁搬來一位面容身材超誘人的年輕女孩丹妮爾（伊麗莎·庫斯伯特），在一次無意間看到丹妮爾更衣的情況下（因為女主角房間窗戶正對男主角的窗戶），引來她的捉弄（男主角被逼裸奔），之後两人漸漸成為男女朋友。馬修的死黨卻發現她是一位知名的AV女優，並拿片給馬修。雖然馬修一時很難接受，但仍正視他與丹妮爾的感情，不把女友當作玩物看待。之後，丹妮爾因受AV製片老闆之邀請而復出。而馬修為了追回女主角因而改變以前不會做瘋事的「好孩子」的個性，跑到拉斯維加斯的脫星大會，並利用AV製片老闆之間的恩怨進行條件交換。
最後，AV製片商在馬修就讀的高中校園利用辦畢業舞會的時間，進入校園拍攝「性教育」真人實況教學影片（由丹妮爾找來AV大牌女優與馬修的死黨演出）。而這一部影片成為最熱銷的性教育教學影片，片商與馬修都大賺一筆。馬修因此有錢帶著丹妮爾前往就讀喬治城大學。

## 演員
- 艾米爾·荷許 飾 Matthew Kidman
- 伊麗莎·庫斯伯特 飾 Danielle
- 提摩西·奧利芬 飾 Kelly
- 詹姆士·雷瑪 飾 Hugo Posh
- 克里斯·馬奎特 飾 Eli
- 保羅·迪諾 飾 Klitz
- 奧利維亞·魏爾德 飾 Kellie
- 珊妮·里昂 飾 cameo appearance
- 阿曼達·史威斯頓（英语：Amanda Swisten） 飾 April
- 李善喜（英语：Sung-Hi Lee） 飾 Ferrari
- 蒂莫西·博頓斯（英语：Timothy Bottoms） 飾 Mr. Kidman
- 唐娜·伯洛克（英语：Donna Bullock） 飾 Mrs. Kidman
- 雅各布·楊（英语：Jacob Young） 飾 Hunter
- 路德·瑞恩斯（英语：Luther Reigns） 飾  Mule

## 外部連結
- 官方網站（英文）
- 互联网电影数据库（IMDb）上《鄰家女優》的资料（英文）
- 爛番茄上《鄰家女優》的資料（英文）
- Box Office Mojo上《鄰家女優》的資料（英文）
- AllMovie上《鄰家女優》的资料（英文）
- Metacritic上《鄰家女優》的資料（英文）
- 開眼電影網上《鄰家女優》的資料（繁體中文）
- 时光网上《鄰家女優》的資料（简体中文）